# Atypus muralis
Atypus muralis är en spindelart som beskrevs av Philipp Bertkau 1890. 
Atypus muralis ingår i släktet Atypus och familjen pungnätsspindlar. Inga underarter finns listade.